# Valašské Meziříčí
Valašské Meziříčí su grad na istoku Češke, u Zlínskom kraju. Leže na rijeci Bečvi, 60-ak km zapadno od tromeđe Češka-Poljska-Slovačka. Njemački se grad zove Wallachisch Meseritsch.
Prvi spomen Valašskih Meziříčí datira iz 1297. godine. Kroz povijest su se nazivale Meziříčí nad Bečvou i Meziříčí pod Rožnovem, a današnje ime nose od 1924. godine. Nakon Drugog svjetskog rata u gradu su se razvile kemijska te industrija stakla.
Gradske znamenitosti uključuju dvorac Žerotínů i dvorac Kinských, crkvu Uznesenja Blažene Djevice Marije te poznatu zvjezdarnicu.

## Prigradska naselja
- Bynina
- Hrachovec
- Juřinka
- Lhota
- Podlesí

## Poznate osobe
- Rudolf Pernický - borac protiv fašizma i komunizma
- Tomáš Berdych - tenisač
- Milan Baroš - nogometaš
- Lucie Hrstková - skijašica
- Markéta Irglová - glazbenica i glumica[1]

## Vanjske poveznice
- Službena stranica  Arhivirana inačica izvorne stranice od 29. kolovoza 2018. (Wayback Machine) (češ.)

### Ostali projekti
|  | Zajednički poslužitelj ima još gradiva o temi Valašské Meziříčí |